# Got Me Wrong
Got Me Wrong é uma canção acústica da banda de rock Americana Alice in Chains. Apareceu originalmente no EP Sap, de 1992 e foi lançada com single em 1994. Anos depois foi tocada na performance da banda no MTV Unplugged, em 1996. Jerry Cantrell também a tocou com o Stone Temple Pilots uma vez. Ela também consta em diversas compilações dos maiores sucessos da banda. Esta canção já foi regravada por Theory of a Deadman, no single Santa Monica, e também já apareceu na trilha sonora do filme O Balconista (1994), de Kevin Smith.
Jerry Cantrell, sobre a canção, do encarte do box-set Music Bank de 1999: 
| “ | Essa é sobre uma garota que eu estava namorando entre uma das vezes que eu terminei com meu amor verdadeiro. Muitas vezes você dirá a alguém como você não quer estar num relacionamento e porque, e que tipo de pessoa você é, e essa pessoa escuta tudo, mas pensa que pode mudar você. É sobre isso que a canção trata, me entendendo errado e os diferentes caminhos que homens e mulheres vêem uns aos outros. | ” |